# Erasmuspreis
Der Erasmuspreis, benannt nach Erasmus von Rotterdam, wird jährlich an Personen oder Institutionen verliehen, die einen außerordentlich wichtigen Beitrag im kulturellen, sozialen oder sozialwissenschaftlichen Bereich geleistet haben. Der mit 150.000 Euro dotierte Preis wird von der niederländischen Stiftung Praemium Erasmianum verliehen.

## Preisträger
- 1958: Das österreichische Volk[1]
- 1959: Robert Schuman, Karl Jaspers
- 1960: Marc Chagall, Oskar Kokoschka
- 1962: Romano Guardini
- 1963: Martin Buber
- 1964: Union Académique Internationale
- 1965: Charlie Chaplin, Ingmar Bergman
- 1966: Herbert Read, René Huyghe
- 1967: Jan Tinbergen
- 1968: Henry Moore
- 1969: Gabriel Marcel, Carl Friedrich von Weizsäcker
- 1970: Hans Scharoun
- 1971: Olivier Messiaen
- 1972: Jean Piaget
- 1973: Claude Lévi-Strauss
- 1974: Ninette de Valois, Maurice Béjart
- 1975: Ernst Gombrich, Willem Sandberg
- 1976: Amnesty International, René David
- 1977: Werner Kaegi, Jean Monnet
- 1978: Marionettentheater
  - La Marionettistica der Brüder Napoli
  - Țăndărica von Margareta Niculescu
  - Théatre du Papier von Yves Joly
  - Bread and Puppet Theater von Peter Schumann
- 1979: Die Zeit, Neue Zürcher Zeitung
- 1980: Nikolaus Harnoncourt, Gustav Leonhardt
- 1981: Jean Prouvé
- 1982: Edward Schillebeeckx
- 1983: Raymond Aron, Isaiah Berlin, Leszek Kołakowski, Marguerite Yourcenar
- 1984: Massimo Pallottino
- 1985: Paul Delouvrier
- 1986: Václav Havel
- 1987: Alexander King
- 1988: Jacques Ledoux
- 1989: International Commission of Jurists
- 1990: Sir Grahame Clark
- 1991: Bernard Haitink
- 1992: Simon Wiesenthal, Archivo General de Indias
- 1993: Peter Stein
- 1994: Sigmar Polke
- 1995: Renzo Piano
- 1996: William Hardy McNeill
- 1997: Jacques Delors
- 1998: Mauricio Kagel
- 1998: Peter Sellars
- 1999: Mary Robinson
- 2000: Hans van Manen
- 2001: Adam Michnik, Claudio Magris
- 2002: Bernd und Hilla Becher
- 2003: Alan Davidson
- 2004: Abdolkarim Sorusch, Sadiq al-Azm und Fatema Mernissi
- 2005: Simon Schaffer, Steven Shapin
- 2006: Pierre Bernard
- 2007: Péter Forgács
- 2008: Ian Buruma
- 2009: Antonio Cassese, Benjamin Ferencz
- 2010: José Antonio Abreu
- 2011: Joan Busquets
- 2012: Daniel Dennett
- 2013: Jürgen Habermas
- 2014: Frie Leysen
- 2015: Die Community der Wikipedia
- 2016: A. S. Byatt
- 2017: Michèle Lamont
- 2018: Barbara Ehrenreich
- 2019: John Adams
- 2020: keine Vergabe
- 2021: Grayson Perry
- 2022: David Grossman
- 2023: Trevor Noah
- 2024: Amitav Ghosh
- 2025: Donna Haraway